# Поперечна магнітопровідність

Пояснення поперечної магнітопровідності. Електричне поле в лівій половині малюнка направлене вертикально, магнітне поле — перпендикулярно до площини рисунка. На носії заряду діють дві сили: перпендикулярна до швидкості сила Лоренца і сила поперечного електричного поля, що виникає внаслідок утворення зарядів на краях зразка. Ці сили урівноважують одна одну. Під'єднавши до поперечних країв вольтметр, можна виміряти утворену різницю потенціалів.

Поперечна магнітопровідність — явище виникнення в магнітному полі електричного струму перпендикулярного до напрямку електричного поля. Це явище відкрив Едвін Холл.

## Природа явища
У схрещених електричному й магнітному полях на носії заряду діє сила Лоренца. Магнітне поле змушує закручуватися траєкторії їхнього руху. Внаслідок цього окрім струму вздовж напрямку електричного поля виникає струм в напрямку, перпендикулярному як до електричного, так і до магнітного поля. В скінченних зразках це призводить до виникнення зарядів на поперечних краях провідника. Утворюється різниця потенціалів між поперечними краями зразка і поперечне поле, яке компенсує ефект магнітного поля. У рівноважному стані, що встановлюється незабаром після поміщення зразка в схрещені поля, струм тече тільки в напрямку прикладеного електричного поля, проте можна виміряти різницю потенціалів між поперечними краями, і за нею визначити поперечну магнітопровідність.
Вивчення поперечної магнітопровідності є одним із основних методів визначення концентрації носіїв заряду в напівпровідниках.